# 에르콜레 2세 데스테
에르콜레 2세 데스테(이탈리아어: Ercole II d'Este, 1508년 4월 5일 - 1559년 10월 3일)는 페라라 공작이자 모데나와 레조 공작이며, 알폰소 1세 데스테와 루크레치아 보르자의 장자이다.

## 생애
에르콜레는 그의 어머니를 통해 교황 알렉산데르 6세의 손자, 체사레 보르자의 조카, 성 프란치스코 데 보르자가 사촌이였다. 아버지를 통해선 "르네상스의 퍼스트 레이디" 이사벨라 데스테와 추기경 이폴리토 데스테의 조카이다. 그의 형제 자매 중에는 밀라노 대주교이자 이후 추기경인 이폴리토 2세, 수녀 레오노라(Leonora), 마살롬바르다(Massalombarda) 후작 프란체스코(Francesco)가 있다. 그의 배다른 형제 자매로는 비셸리에 공작 알폰소 다라고나 사이에서 태어난 루크레치아의 아들 로드리고 보르자(Rodrigo Borgia)와 추정상 "infans Romanus"라고 불린 조반니 보르자가 있다.
1528년 4월, 그는 프랑스 국왕 루이 12세와 안 드 브르타뉴 사이에서 태어난 르네 드 프랑스와 혼인했다. 르네는 프랑수아 1세에게서 충분한 지참금과 연금을 받았다. 추가적으로 페라라에 있는 그녀의 대한 것들이 모인 궁전은 베르나르도 타소와 풀비오 펠레그리니 모라토 같은 학자들이 포함된 과학 기술 함양과 절대적인 예술이 필수였던 전통에 부합했다. 1531년에 태어난 그들의 첫째 아이 안나는 기즈 공작 프랑수아와 혼인했고, 1533년에는 알폰소가, 1535년에는 우르비노 공작 프란체스코 마리아 2세 델라 로베레와 혼인한 루크레치아가 있었고 이후에는 엘레오노라와 르네가 공들여 교육시킨 루이지가 있다.
1534년 10월에 그가 공작이 되자마자, 에르콜레는 너무 많은 비용과 영향력을 지녔던 그의 궁전에 있는 프랑스인들에게 등을 돌려, 모두 해고하였다. 그는 또한 1536년에 장 칼뱅이 페라라에 있었다고 하여, 이단이라는 혐의에서 벗어나기 위해 로마 교황청의 압력하에 있었다. 그동안, 공작부인 르네는 개신교도들과 서신을 주고 받았으며, 페라라에 종교 재판이 있었음에도 개종을 했다는 혐의를 의심받았었다. 에르콜레는 1554년에 앙리 2세에게 그의 부인과 종교 재판관 오리츠(Oriz)를 이단 혐의로 고소하였고, 그녀는 이후 자백하였다.
에르콜레는 1556년에 에스파냐에 맞서 교황 바오로 4세, 프랑스와 함께 진영을 구축했지만, 1558년에 단독 강화를 맺었다. 그는 또한 티볼리 근처에 빌라 데스테를 지은 그의 형제 이폴리트 2세와 함께 예술 후원가이기도 하였다.
| 전 대 알폰소 1세 | 페라라·모데나·레조 공작 1534년 - 1559년 | 후 대 알폰소 2세 |